# 1 litro de lágrimas
Un litro de lágrimas (en japonés: 1リットルの涙 Ichi ritoru no namida) es una serie de televisión dramática japonesa basada en hechos reales. Narra la historia de Aya Kitō, una chica japonesa que a los quince años de edad, desarrolla una rara enfermedad llamada degeneración espinocerebelosa, la cual daña el cerebelo del paciente afectando el movimiento motor, los reflejos, la percepción de distancia entre un objeto y otro, la coordinación, etc.
La serie de televisión se basa en el diario homónimo de Aya Kitō complementado con la narración de su madre y hermanos. Los hechos ocurrieron en los años ochenta, pero la historia fue adaptada al 2005.

## Argumento
Ikeuchi Aya es una chica de quince años de edad, hija de una familia que trabaja en una tienda de tofu y que pronto entrará en la preparatoria. Sin embargo, cosas extrañas le han estado ocurriendo a Aya últimamente. Se ha estado cayendo muy seguido y camina de manera muy extraña. Su madre, Shioka, lleva a Aya a ver a un médico y él le informa que Aya tiene una degeneración espinocerebelosa, la cual es una terrible condición incurable en la cual el cerebelo gradualmente se va deteriorando hasta el punto en que la persona ya no podrá caminar, hablar, escribir o comer de manera normal pero que no afecta a la parte intelectual. Al principio intentan ocultárselo, pero Aya se dará cuenta de lo que sucede, debido a accidentes y a una niña que conoce a la cual el padre tiene la misma condición solo que más avanzada. Así el chico que le gusta al enterarse de esto deja de hablarle, pero a su vida llegaran personas como Haruto, que la ayudarán a soportar los momentos de dolor y le darán el aliento que necesita, y así mismo ella le ayudará a superar el dolor a causa de la muerte de su hermano. Pero Aya no soporta la condición, ya que en su caso avanza rápidamente.

## Reparto
- Erika Sawajiri como Ayaka Ikeuchi - La joven de la enfermedad
- Hiroko Yakushimaru como Shioka Ikeuchi - La madre de Aya.
- Ryo Nishikido como Haruto Asou - El amor de Aya.
- Takanori Jinnai como Mizuo Ikeuchi - El padre de Aya.
- Riko Narumi como Ako Ikeuchi - La hermana pequeña de Aya.
- Naohito Fujiki como Hiroshi Mizuno - El médico de Aya.
- Saori Koide como Mari Sugiura - Una de las mejores amigas de Aya.
- Yuma Sanada como Hiroki Ikeuchi - El hermano pequeño de Aya.
- Ani Miyoshi como Rika Ikeuchi - La hermana más pequeña de Aya.
- Hiroshi Katsuno como Yoshifumi Asou - El padre de Haruto
- Asae Onishi como Asumi Oikawa - Amiga de Aya en la escuela de discapacitados, sufre la misma enfermedad.
- Yūki Satou como Keisuke Aou - El hermano de Haruto.
- Shigeyuki Satou como Nishino - Profesor de Aya cuando ella iba a bachillerato.

## Película
Se realizó una película basada en el drama, también lanzada en 2005 con un reparto completamente diferente al de la serie.

## Especial de TV
El especial de televisión de Un litro de lágrimas es un flashback de la serie. Emitido en 2007, hace un resumen de lo más importante además de mostrar algunas escenas extras.
La historia ocurre 6 meses después de la muerte de Aya. Su hermana menor Ako estudia para ser enfermera, mientras que Haruto es un neurólogo en el hospital en que Aya una vez fue atendida. La pérdida de Aya afectó mucho a Haruto. Pero después de que él conoce a Mizuki, una paciente de 14 años de edad que ha renunciado a vivir, él se siente obligado a compartir la historia de Aya.

## Adaptaciones
| Año  | País      | Cadena  | Nombre            |
| ---- | --------- | ------- | ----------------- |
| 2006 | Indonesia | RCTI    | Buku Harian Nayla |
| 2018 | Turquía   | Kanal D | Bir Litre Gözyaşı |

## Curiosidades
- Hay un drama basado en la historia de Aya Kito, Indonesia lo emitió a finales del año 2006 en el canal RCTI con el nombre de "Buku Harian Nayla", "El diario de Nayla".
- Haruto no existió en la historia real de Aya.
- El nombre real de la protagonista era Aya Kito, sin embargo en el drama su nombre es Aya Ikeuchi.
- El diario ha vendido cerca de siete millones de ejemplares solo en Japón.